# Michał Sokołowski (zm. 1619)
Michał Sokołowski herbu Pomian (zm. 26 marca 1619 roku) – kasztelan gostyniński w latach 1607–1619, starosta brzeskokujawski w latach 1589–1611, starosta rogoziński.
Poseł brzeski na sejm pacyfikacyjny 1589 roku. W 1589 roku był sygnatariuszem ratyfikacji traktatu bytomsko-będzińskiego na sejmie pacyfikacyjnym.